# Rafael Valls
Rafael Valls Ferri (født 25. juni 1987 i Cocentaina) er en tidligere spansk cykelrytter. Han blev professionel i 2008, hvor han begyndte hos Scott-American Beef. 

## Meritter
2010
2. etape, Tour de San Luis
 Vinder af bjergkonkurrencen.
2. plads, 7. etape af Tour de France

## Eksterne Henvisninger
- Rafael Valls' profil hos UCI (engelsk)
- Rafael Valls' profil på CycleBase (engelsk)
- Rafael Valls' profil på Cykelsiderne
- Rafael Valls' profil på Cycling Quotient (engelsk)
- Rafael Valls' profil på ProCyclingStats (engelsk)
- Rafael Valls' profil på FirstCycling